# Озерани-Великі
Озерани-Великі (пол. Ozierany Wielkie) — село в Польщі, у гміні Кринки Сокульського повіту Підляського воєводства.
Населення — 27 осіб (2011).
У 1975-1998 роках село належало до Білостоцького воєводства.

## Демографія
Демографічна структура станом на 31 березня 2011 року:
|          | Загалом | Допрацездатний вік | Працездатний вік | Постпрацездатний вік |
| -------- | ------- | ------------------ | ---------------- | -------------------- |
| Чоловіки | 17      | 2                  | 8                | 7                    |
| Жінки    | 10      | 0                  | 2                | 8                    |
| Разом    | 27      | 2                  | 10               | 15                   |